# Lliga dels Comunistes de Croàcia
La Lliga dels Comunistes de Croàcia (en serbocroat: Savez komunista Hrvatske o SKH) era la branca croata de la Lliga dels Comunistes de Iugoslàvia (SKJ). Fins al 1952, se'l coneixia com a Partit Comunista de Croàcia (Komunistička partija Hrvatske, KPH)

## Història
El partit va ser fundat oficialment el 1937 per Pavle Gregorić com a primer secretari general. Les raons pel KPJ de tenir una branca croata específica eren parcialment ideològiques, parcialment pràctiques. Croàcia, com Eslovènia, que tindria el seu Partit Comunista al mateix temps, era la part més industrialitzada del país, amb el percentatge de classe obrera més elevat, i, per tant, més inclinada a adoptar el comunisme que la Sèrbia rural.
L'altra raó, més pràctica, era la marginació creixent dels comunistes en la vida política croata, ja que la població estava més preocupada per assumptes ètnics i la posició de Croàcia dins de Iugoslàvia. Les aspiracions territorials de l'Itàlia feixista envers les parts croates de Iugoslàvia també van oferir l'oportunitat de crear àmplies aliances dominades pels comunistes inspirades en el front popular.
Abans de la creació del Partit Comunista de Croàcia hi havia un Comitè Provincial Croat-Eslavona del Partit Socialista dels Treballadors de Iugoslàvia (Comunistes) i hi havia una estructura desenvolupada de partit del Partit Socialistes de Croàcia i Eslavònia. Dalmàcia va tenir la seva pròpia estructura fins al 1937.

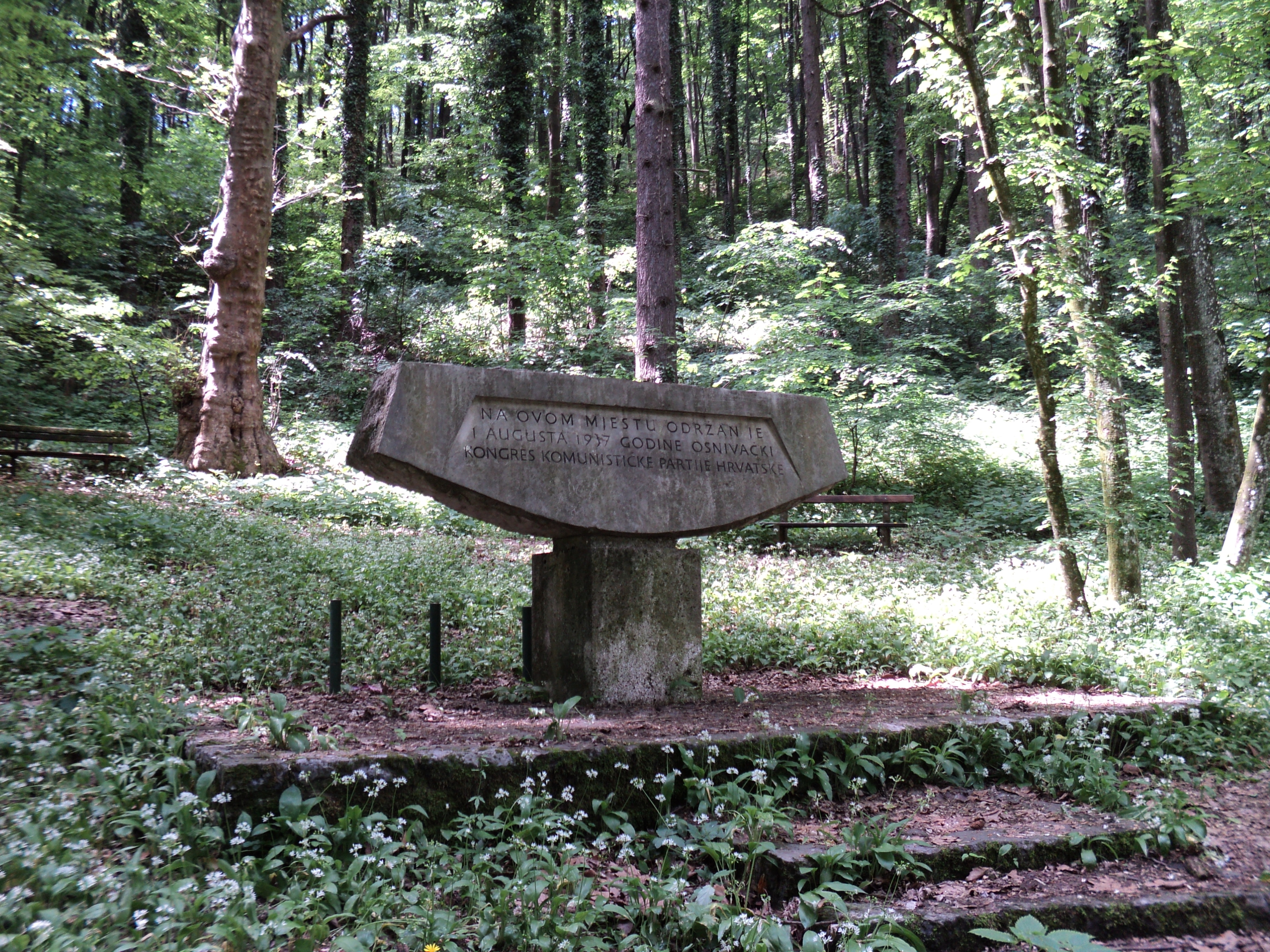
Monument a Anindol, construït al lloc de creació del Partit Comunista de Croàcia el 1937.

El KPH, així com el KPJ, era il·legal i, per tant, va continuar sent marginal, especialment després de l'acord Cvetković-Maček de 1939 i la creació de la Banovina de Croàcia dins del Regne de Iugoslàvia.
La sort del partit va canviar dramàticament després de la invasió de l'Eix de Iugoslàvia de 1941 i la creació de l'Estat Independent de Croàcia. Encara que el KPH va tenir líders detinguts i empresonats pel nou règim, va romandre prou fort per formar el que esdevindria l'únic moviment de resistència realment efectiu a Croàcia - els partisans. El KPH estava basat en la ideologia més que en ètnia i, per tant, tenia suport tant en zones ètnies croates com en zones ètnies sèrbies. Això va permetre als partisans de Josip Broz Tito organitzar una campanya de guerrilles d'èxit. El programa del KPH de la reorganització postguerra de Iugoslàvia en termes federals van atraure molts no-comunistes croats a la causa, en especial al final de la guerra.

Bandera de Croàcia dins de Iugoslàvia.

El 1945, Iugoslàvia es va federar amb Croàcia i va esdevenir una república, però la seva autonomia nominal tenia poca importància amb el KPJ fortament centralitzat i el KPH - reanomenat SKH el 1952 - sent-ne la seva part integral.

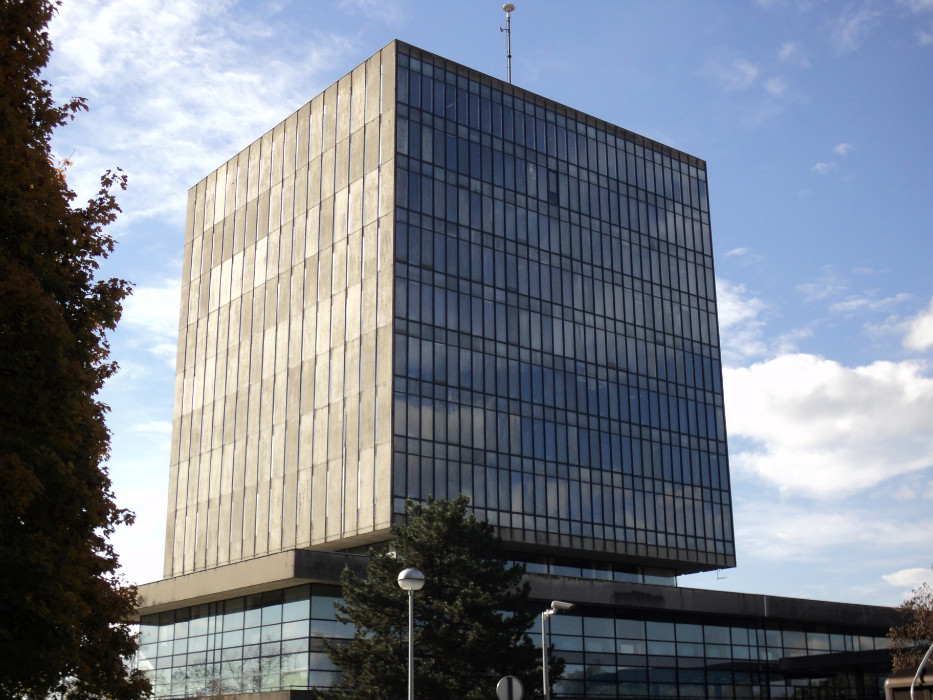
L'edifici Kockica ("petit cub"). Antiga seu de la Lliga dels Comunistes de Croàcia a Zagreb.

Les coses van començar a canviar a finals dels anys seixanta amb Tito permetent polítiques reformistes encarnades per una nova generació de líders comunistes. Aquesta generació incloïa els líders del SKH Savka Dabčević-Kučar i Miko Tripalo que començarien el moviment anomenat primavera croata, demanant més autonomia per Croàcia dins de Iugoslàvia. Van advocar contra el centralisme que beneficiava desproporcionadament les parts orientals de Iugoslàvia, especialment Sèrbia i Macedònia.
Tanmateix, el moviment va crear moltes tensions ètniques i una oposició creixent dels membres més conservadors del partit. El desembre de 1971, a la conferència de Karađorđevo del SKJ, Tito es va distanciar públicament de la primavera croata, cosa que va acabar amb el moviment. Fent servir el suposat nacionalisme croat com a pretext, el SKH van ser purgat dels seus elements més liberals i reformistes.
Com a resultat, el SKH va esdevenir, als anys setanta, una de les seccions més conservadors del SKJ i va seguir interessat a mantenir l'statu quo polític i ideològic quan altres branques del SKJ va començar a explorar noves idees. A conseqüència d'això, el SKH a finals dels vuitanta va reaccionar lentament quan la Lliga dels Comunistes de Sèrbia sota Slobodan Milošević aspirava a reafirmar els interessos interns serbis. El SKH va començar a condemnar obertament Milošević només el 1989 després de manifestacions nacionalistes sèrbies en zones que més tard esdevindrien la República Sèrbia de Krajina.
Una altra raó per aquest canvi de política va ser el creixent prospecte del SKH veient-se obligat a permetre alguna forma de democràcia multipartidista i a posar a prova el seu poder en eleccions lliures. El SKH va adoptar un nou programa reformista i va impulsar esmenes constitucionals després de les primeres eleccions lliures el 1990. El gener de 1990 la delegació del partit croata dirigida per Ivica Račan va abandonar el 14è Congrés del SKJ, hores després que ho fes el partit eslovè després d'una discussió amb la delegació del partit serbi.
En els mesos següents, el SKH va intentar presentar-se com un partit modern i reformista, reinventant-se com a nou partit que acabaria esdevenint el Partit Socialdemòcrata de Croàcia. Aquests i altres canvis, tanmateix, no van ser convincents per l'electorat croat i el SKH va perdre el poder a mans de la Unió Democràtica de Croàcia de Franjo Tuđman.
S'estima que als anys vuitanta, durant el seu zenit, el SKH tenia entre 300.000 i 400.000 membres. Les enquestes posteriors van mostrar que la majoria de membres abandonaven el partit el 1990, amb només una minoria romanent activa en la política. D'aquest, la majoria es va unir al HDZ.
Una altra raó per la pèrdua de suport del partit a Croàcia va ser perquè se'ls va acusar d'estar dominats per la minoria sèrbia. La influència sèrbia era desproporcionada de vegades. El 1989, el 30% dels membres de la Lliga dels Comunistes de Croàcia eren serbis, mentre que el seu pes total en la república era de menys del 13%.
Els serbis van tenir la presidència del partit dues vegades, una fins al 1942 amb Rade Končar, l'altra del 1986 fins al 1989 amb Stanko Stojčević

### Composició ètnica dels governs
Govern del 14 d'abril de 1945
- 5 croats
- 1 serbis
- 8 membres d'ètnia desconeguda o no declarada

Govern del 22 d'octubre de 1949
- 13 croats
- 3 serbis
- 1 iugoslau
- 7 membres d'ètnia desconeguda o no declarada

Comitè executiu del 7 de febrer de 1953
- 18 croats
- 3 serbis
- 3 membres d'ètnia desconeguda o no declarada

Comitè executiu de la primavera de 1958
- 16 croats
- 2 serbis
- 6 membres d'ètnia desconeguda o no declarada

Comitè executiu de 1963
- 5 croats
- 6 membres d'ètnia desconeguda o no declarada

## Líders del partit
1. Andrija Hebrang (1942 - octubre 1944) (n. 1899 - m.1949)
2. Vladimir Bakarić (octubre 1944 - 1969) (n. 1912 - m.1983)
3. Savka Dabčević-Kučar (1969 - 1971) (n. 1923 - m.2009)
4. Milka Planinc (14 desembre 1971 - maig 1982) (n. 1924 - m.2010)
5. Jure Bilić (maig 1982 - 1 juliol 1983) (n. 1922 - m.2006)
6. Josip Vrhovec (1 juliol 1983 - 15 maig 1984) (n. 1926 - m.2006)
7. Mika Špiljak (15 maig 1984 - maig 1986) (n. 1916 - m.2007)
8. Stanko Stojčević (maig 1986 - desembre 1989) (n. 1929)
9. Ivica Račan (13 desembre 1989 - 1990) (n. 1944 - m.2007)

## Nou Partit Comunista
El 29 de novembre de 2005 - la data escollida específicament com a Dia de la República, antic dia festiu a la Iugoslàvia socialista - un grup de dissidents del Partit Laborista Socialista de Croàcia a Vukovar van intentar fundar un nou partit polític anomenat Partit Comunista de Croàcia, però al final no van aconseguir registrar-se i organitzar-se.
Aquest nou partit no s'hauria de confondre amb el KPH/SKH perquè, a diferència del Partit Socialdemòcrata de Croàcia, no és el seu successor formal.